# تپه روادگاه درگه
تپه روادگاه درگه در شهرستان گیلانغرب، بخش گواور، دهستان گواور، شمال شرقی روستای درگه، ۱۵۰ متری شمال جاده شوسه واقع شده و این اثر در تاریخ ۲۷ اسفند ۱۳۸۶ با شمارهٔ ثبت ۲۲۳۵۷ به‌عنوان یکی از آثار ملی ایران به ثبت رسیده است.